# Lucas Beltrán
Lucas Beltrán (* 29. März 2001 in Córdoba) ist ein argentinisch-italienischer Fußballspieler.

## Karriere

### Verein
Aus der U19 des Instituto Atlético Central Córdoba kommend, ging er im Sommer 2016 in die U20 von River Plate über. Nach einiger Zeit rückte er Anfang 2018 in den Kader der zweiten Mannschaft auf. Den Sprung in den Kader der ersten Mannschaft schaffte er Mitte 2021. Sein Ligadebüt gab er bei einem Kurzeinsatz kurz vor Spielende im Dezember 2018. Bevor er zur Mannschaft hinzustieß, wurde er zunächst an CA Colón für den Rest der laufenden Spielrunde verliehen. Ab Oktober 2022 kam er auf weitere Einsätze für River Plate und wurde mit seinem Team argentinischer Meister.
Im August 2023 folgte sein Wechsel nach Italien zur AC Florenz.

### Nationalmannschaft
Im März 2024 wurde er erstmals für die argentinische U23 für die Vorbereitung auf das Olympiaturnier nominiert. Währenddessen kam er vier Mal zum Einsatz und wurde Teil des Olympiakaders für die Spiele 2024.